# Grand Hotel Aranybika
A Grand Hotel Aranybika Debrecen és Magyarország egyik legpatinásabb szállodája. A Bajcsy-Zsilinszky utca és Piac utca sarkán, a Kossuth tér mellett áll.

## Története
Az 1536 óta Debrecenben élő Bika család telkét és kőházát 1690-ben vásárolta meg a város. 1699-ben az épületet fogadónak alakították ki, 1799-ben pedig emeletet húztak fel rá. 1810-ben került a vasból vert, rézzel bevont, öklelő bikát ábrázoló cégér a homlokzatra. Így lett Bika János egykori fogadójából Aranybika Szálló.
1882-ben Steindl Imre, az Országház építőjének tervei szerint egyemeletes szállodát építettek. A megnövekedett igények miatt 1913-ban ezt lebontották. Helyére 1915-ben épült fel az eklektikus stílusban tervezett épület. A terveit Hajós Alfréd építészmérnök készítette, aki 1896-ban, az athéni olimpián hazánk első olimpiai bajnoka volt. Emlékét tábla örökíti meg a szálló előterében. Mérnöktársa Villányi Lajos volt. A homlokzati plasztikát olasz kőfaragó mesterek készítették.
A közel 500 ágyas, négycsillagos szállodában helyet kapott egy koncertterem is. Nevét Bartók Béláról kapta, aki több hangversenyt adott itt.
A szállodát 1976-ban egy új szárnnyal egészítették ki, amely megjelenésében nem illeszkedik a régi szárnyhoz.
Az Aranybikában megszállt hírességek: Esterházy Antal generális, Széchenyi István, Deák Ferenc, Wesselényi Miklós, Vörösmarty Mihály, Kossuth Ferenc (Kossuth Lajos fia), Móricz Zsigmond (az utolsó regényét itt írta), Horváth Árpád színiigazgató; a második világháború után dálnoki Miklós Béla kormányfő, Vásáry István és Nagy Imre miniszterek; az utóbbi időkben Bruno Kreisky osztrák és Helmut Kohl német kancellár.

## Tulajdonosváltások
A korábbi üzemeltető Cívis Hotels Zrt. felszámolása 2010-ben kezdődött. Az épületet árverésre bocsátották, 3 év után talált új tulajdonosra Boros József személyében. 2015-re – a szálló 100 éves évfordulójára – készültek el a felújítással. Az Aranybika a felszámolás és a tulajdonosváltás óta is folyamatosan üzemel. Az új szárnyban 131 szoba, a régi szárnyban 48 szoba, 10 stúdió, 12 apartmannal és 4 luxuslakosztállyal várja vendégeit

2021. május 6-án jelentette be Orbán Balázs, hogy a Mathias Corvinus Collegium megvásárolta a szállodát és az új szárny felújítását tervezi.

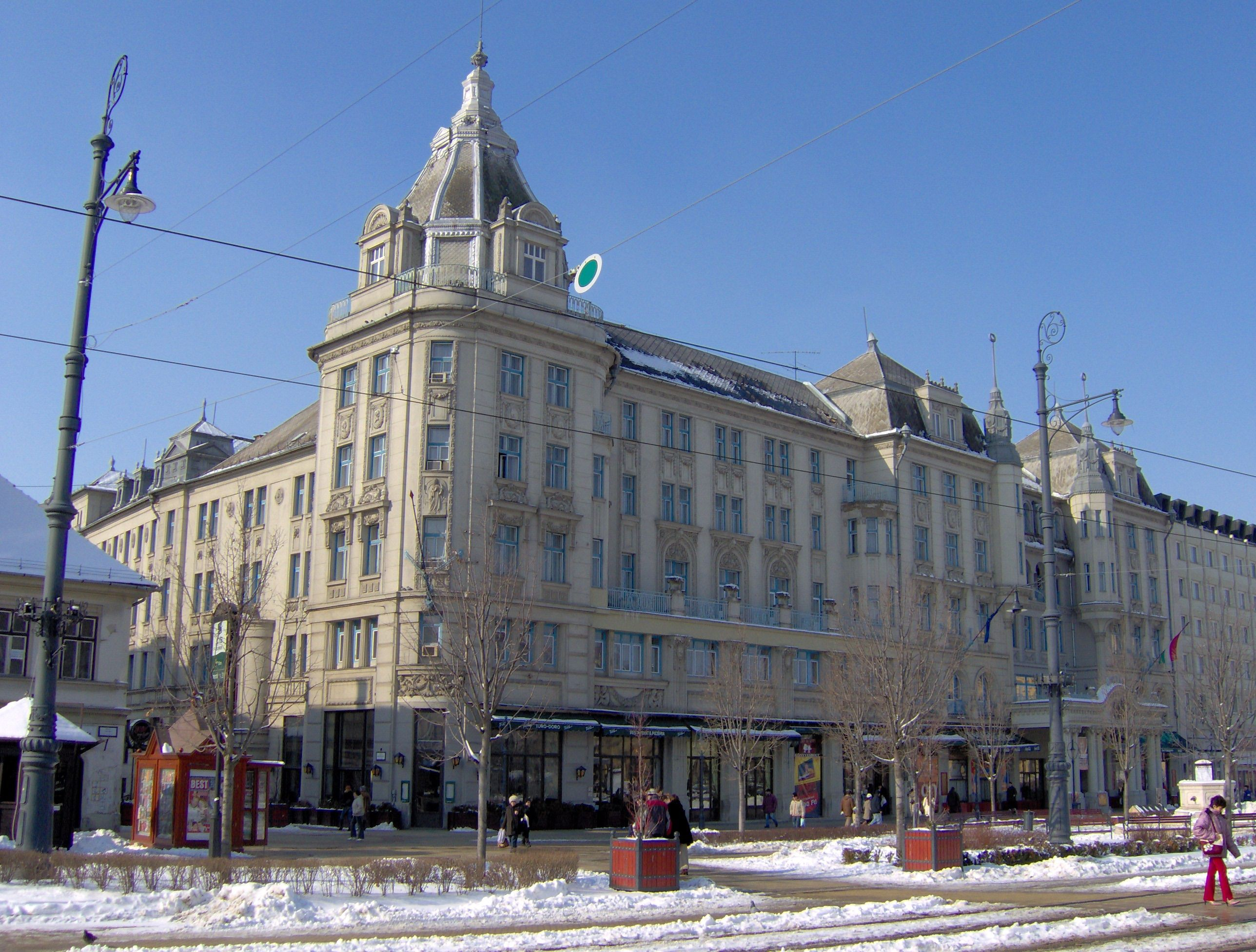
Aranybika Szálló

## További információ
- Aranybika (Piac utca 11–15.)- CívisGIStory